# Muzie
muzie（ミュージー）は、かつてエイベックス・デジタルが提供していた音楽配信サービス。
その主たる目的は、アマチュア音楽家が自作の曲を公開・配布するための場を提供することであった（その際、音楽ファイルはMP3形式とRealAudio形式の双方で配布される）。また、着うたやCDの代理販売等、商業ベースでの楽曲のマネージメントも請け負っていた。
1999年、My-Melody（マイメロディ）として開設。2001年に創業メンバーによって設立された有限会社ミュージー（MUZIE CO.,LTD.）が運営主体となり、同時に名称をmuzieに変更した。その後2010年にはハッチ・エンタテインメントが引き継いで運営していたが、同社の消滅（エイベックス・マーケティングへの吸収合併）により、エイベックス・マーケティングの運営となる。その後、2016年7月より、運営者はエイベックス・ミュージック・クリエイティヴ（株）になり、2016年10月、名称をこれまでのmuzieからBIG UP! FREE（ビッグ・アップ！フリー）に変更した。2017年5月31日付で、「BIG UP! FREE」(旧muzie) の全サービスを終了し、有料音楽配信代行サービスBIG UP!に統合された。

## メジャーデビューしたアーティスト
- Aqua Timez - muzieでは「白い森」「向日葵」「静かな恋の物語」を発表した。
- fripSide - muzieで活動し数多くのPCゲームに曲を提供した。2008年7月にTVアニメ『恋姫†無双』の主題歌でメジャーデビュー。
- 磯貝サイモン
- 風玉(らっぷびと)
- MintJam
- MALCO
- 志方あきこ
- 霜月はるか
- Silly
- サンタラ
- トルネード竜巻 - 活動休止。
- アーバンギャルド
- 藤田麻衣子
- ヒゲドライバー